# Zaplatycerus fullawayi
Zaplatycerus fullawayi är en stekelart som beskrevs av Timberlake 1925. Zaplatycerus fullawayi ingår i släktet Zaplatycerus och familjen sköldlussteklar.
Artens utbredningsområde är:
- Colombia.
- Costa Rica.
- Panama.

Inga underarter finns listade i Catalogue of Life.